# Arctolamia strandi
Arctolamia strandi là một loài bọ cánh cứng trong họ Cerambycidae.